# Gare d'Arrou
La gare d'Arrou est une gare ferroviaire française de la ligne de Chartres à Bordeaux-Saint-Jean, située sur le territoire de la commune d'Arrou, dans le département d'Eure-et-Loir, en région Centre-Val de Loire.
C'est une halte voyageurs de la Société nationale des chemins de fer français (SNCF) desservie par des trains du réseau TER Centre-Val de Loire.

## Situation ferroviaire
Établie à 164 m d'altitude, la gare d'Arrou est située au point kilométrique (PK) 137,806 de la ligne de Chartres à Bordeaux-Saint-Jean, entre les gares ouvertes de Brou et de Courtalain - Saint-Pellerin. C'est une ancienne gare de bifurcation avec la ligne d'Arrou à Nogent-le-Rotrou aujourd'hui fermée.

## Histoire
La gare d'Arrou est mise en service par l'Administration des chemins de fer de l'État lors de l'ouverture de la section de Brou à Courtalain le 2 avril 1883.
En 2022, le bâtiment voyageurs est vendu 20 000 euros par la commune nouvelle d'Arrou, l'estimation des domaines étant de 36 000 euros. Le nouveau propriétaire doit y aménager une salle de réception et trois chambres.

## Fréquentation
De 2015 à 2023, selon les estimations de la SNCF, la fréquentation annuelle de la gare s'élève aux nombres indiqués dans le tableau ci-dessous.
| Année     | 2015  | 2016  | 2017  | 2018  | 2019  | 2020  | 2021  | 2022   | 2023   |
| --------- | ----- | ----- | ----- | ----- | ----- | ----- | ----- | ------ | ------ |
| Voyageurs | 6 001 | 6 770 | 7 322 | 7 113 | 8 096 | 7 471 | 9 504 | 11 613 | 10 185 |

## Service des voyageurs

### Accueil
Halte SNCF, c'est un point d'arrêt non géré (PANG) à accès libre.

### Desserte
Arrou est desservie par des trains TER Centre-Val de Loire qui effectuent des missions entre Chartres et Courtallain - Saint-Pellerin

### Intermodalité
Un parc pour les vélos et un parking pour les véhicules sont aménagés près de l'ancien bâtiment voyageurs.